# Lenker (Fahrzeugtechnik)

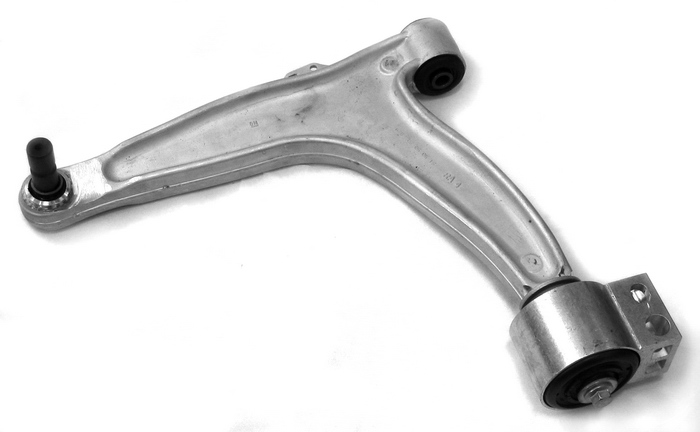
Dreieckslenker. Die Achsen der beiden Gummilager fluchten. Das großvolumige „Komfortlager“ ermöglicht kleine Drehungen um die Hochachse im „Führungslager“ und dient der Längsfederung des Rades.

Lenker oder Achslenker sind in der Fahrwerkstechnik Koppelelemente der Radaufhängung von Kraft- und Schienenfahrzeugen. Sie führen den Radträger und verbinden ihn durch Gelenke mit dem Fahrzeugkörper. Lenker haben bei Pkw die früher üblichen Blattfedern weitgehend verdrängt, die außer zur Federung auch zur Radführung genutzt wurden; heute werden diese beiden Aufgaben meist von getrennten Bauteilen erfüllt.
Über die Lenker bzw. ihre Gelenke werden Kräfte und Momente auf den Radträger in den Fahrzeugkörper eingeleitet. Deshalb sind bei der Auslegung der Radaufhängungsgeometrie nicht nur kinematische Anforderungen zu berücksichtigen, sondern auch das Verhalten unter Belastung.

## Einteilung
Bei Radaufhängungen unterscheidet man Lenker anhand
- ihrer Funktion (tragend oder führend)
- ihrer kinematischen Wirkung nach der Zahl der Anlenkpunkte:[3]
  - Stablenker mit 2 Anlenkpunkten
  - Dreieckslenker mit 3 Kugelgelenken (zwei Kugelgelenke an der Basis bilden ein Drehgelenk)
  - Trapezlenker mit 4 Kugelgelenken
  - Drehschublenker mit einem Kugelgelenk und einem Drehschubgelenk; Beispiel ist die Kolbenstange eines Dämpferbeins.

Weitere Unterscheidungsmerkmale sind
- die Richtung im Raum, z. B. Querlenker, Längslenker, Schräglenker
- die Art der vorwiegenden Beanspruchung (Schubstrebe, Zugstrebe).

Herstellerspezifische Bezeichnungen wie Sturzstrebe sollen auf die Bedeutung des Lenkers für die Radstellung bei Mehrlenkerachsen hindeuten.
Die Spurstange bzw. der Spurlenker ist in der Länge verstellbar, um die Vorspur einzustellen.
Tragende Lenker, auf denen sich die Tragfeder abstützt, heißen Federlenker.
Kurbellenker haben zwei parallele Drehgelenke oder ein Dreh- und ein Kugelgelenk wie ein Dreieckslenker.
Ein Stablenker, der bei Starrachsen zur Abstützung der Querkräfte dient, ist der Panhardstab.

## Freiheitsgrade
Die ursprünglich sechs Freiheitsgrade des Radträgers (drei  bezüglich der Lage und drei bezüglich der Orientierung) werden verringert
- durch einen Stablenker um einen Freiheitsgrad
- durch einen Dreieckslenker oder einen Drehschublenker um zwei Freiheitsgrade
- durch einen Trapezlenker um vier Freiheitsgrade.

Verbindet man fünf Stablenker mit dem Radträger, verbleibt somit ein Freiheitsgrad, wie es für eine Einzelradaufhängung erforderlich ist.
Zur kinematisch exakten Führung einer Starrachse mit zwei Freiheitsgraden sind vier Stablenker erforderlich.

## Konstruktion
Die Lenker sind mit dem Fahrzeugkörper meist über Gummilager verbunden, um Geräusche abzukoppeln und fahrdynamisch erwünschte Lenkeffekte unter Kräften zu erzielen. Beim Dreieckslenker werden deshalb z. B. an der Basis Gummibuchsen verwendet, deren Drehachsen fluchten. An den Radträgern der Vorderachse sind wegen des Radeinschlags meist Kugelgelenke erforderlich.
Lenker, die nur Momente um eine Achse übertragen müssen, sind flexibel ausgeführt und werden unterschiedlich bezeichnet, z. B. als Schwertlenker.
Fehlende Gelenkfreiheitsgrade werden durch Biegung und Torsion des Lenkers kompensiert. Beispiel ist der Längslenker (Längsschubstrebe) an der hinteren Pendelachse des VW Käfer.

## Tabellarische Übersicht
Die folgende Tabelle zeigt eine Auswahl möglicher Verbindungen zwischen Aufbau und Radträger, die Lenker genannt werden (Beispiele für Bauarten in Klammern).
|                     | Gelenk am Chassis              |                                                                             |
| Gelenk am Radträger | Kugelgelenk                    | Drehgelenk                                                                  |
| Kugelgelenk         | Stablenker (Fünflenkerachse)   | Dreieckslenker (Doppelquerlenkerachse, Kurbellenkerachse des Käfers ab '65) |
| Drehgelenk          | Dreieckslenker (Chapman-Achse) | Trapezlenker (Jaguar IRS, Porsche 928 1977)                                 |

Bei Mehrlenkerachsen sind nicht nur Verbindungen vom Chassis zum Radträger möglich, sondern auch von einem Lenker zum Radträger oder die Verbindung zweier Lenker durch einen Koppellenker. Wie in den anderen Beispielen sind die Lenker Elemente einer kinematischen Schleife.
Zuweilen wird auch die unmittelbare Verbindung des Radträgers mit dem Aufbau durch ein Drehgelenk als Lenker bezeichnet, z. B. bei der Längslenkerachse. Die kinematische Kette enthält aber außer dem Drehgelenk und dem Radträger keine weiteren Körper. Die Namensgebung dürfte der Formgebung des Radträgers geschuldet sein.